# Tufão Cimaron (2018)
O tufão Cimaron foi um tufão que causou impactos mínimos nas Ilhas Marianas e no Japão em agosto de 2018 . A vigésima terceira depressão, a vigésima primeira tempestade nomeada, a décima primeira tempestade tropical severa e o sétimo tufão da temporada de tufões do Pacífico de 2018, Cimaron desenvolveu-se a partir de uma depressão tropical perto das Ilhas Marshall em 16 de agosto. A depressão logo se tornou a tempestade tropical Cimaron em 18 de agosto. Cimaron gradualmente se intensificou em um tufão em 21 de agosto e rapidamente atingiu seu pico de intensidade no dia seguinte. Cimaron então enfraqueceu antes de fazer dois desembarques terrestres no Japão como um tufão de categoria 1 em 23 de agosto. Cimaron continuou a enfraquecer até que se tornou um ciclone extratropical e se dissipou em 24 de agosto .
Cimaron trouxe inundações repentinas para as Ilhas Marianas, nomeadamente Saipan . A tempestade atingiu o sul do Japão como um tufão de categoria 1, causando grandes interrupções nas viagens, juntamente com danos estruturais mínimos. Cerca de 33 pessoas ficaram feridas e 3 pessoas foram arrastadas para o mar. Os danos agrícolas no país totalizaram JP ¥ 3,41 mil milhões (US $ 30,6 milhões) . No entanto, esse dano foi logo ofuscado pelo tufão Jebi quase duas semanas depois.

## História meteorológica
Às 12:00 UTC de 16 de agosto de 2018, uma depressão tropical se formou perto das Ilhas Marshall, de acordo com o JMA. A depressão se intensificou gradativamente, com o JMA transformando-a em tempestade tropical às 12:00 UTC de 18 de agosto, enquanto estava localizada ao norte de Chuuk. Nesse mesmo dia, o JTWC passou a monitorar o sistema como uma depressão tropical, dando-lhe o tag 23W . Em 20 de agosto, o JTWC começou a notar que a tempestade estava crescendo formando faixas ao redor de um centro exposto. Cimaron virou para noroeste quando se tornou um tufão de categoria 1 em 21 de agosto. Ao fazê-lo, tempestades começaram a se espalhar pelo centro.  A tempestade se intensificou em um tufão de categoria 2 às 18:00 UTC daquele dia, e um tufão de categoria 3, poucas horas depois. Cimaron então se intensificou rapidamente para um tufão de categoria 4 ao atingir seu pico de intensidade com ventos sustentados de 1 minuto de 130 mph (215 km/h) e uma pressão barométrica de 950 mbar (28,05 inHg) às 6:00 UTC do dia seguinte, enquanto localizado a oeste das Ilhas Ogasawara.
Logo, Cimaron mudou para o norte e começou a enfraquecer. A tempestade enfraqueceu para um tufão de categoria 1 quando atingiu a parte sul da Prefeitura de Tokushima, Japão, às 12:00 UTC, em seguida, um segundo landfall em Himeji, Prefeitura de Hyogo por volta das 14:30 UTC em 23 de agosto. Cimaron continuou enfraquecendo enquanto girava para o norte-nordeste, fazendo a transição para um ciclone extratropical sobre o Mar do Japão às 12:00 UTC de 24 de agosto. Apenas 6 horas depois, os remanescentes extratropicais se dissiparam..

## Preparações e impacto
Cimaron causou fortes chuvas e inundações repentinas nas Ilhas Marianas, nomeadamente em Saipan. Cimaron então se mudou para o sul do Japão como um tufão de categoria 1, trazendo grandes interrupções de viagens, cortes de energia generalizados e vários ferimentos. Os danos agrícolas no Japão alcançaram JP ¥ 3,41 mil milhões (US $ 30,6 milhões). Cimaron foi o 12º tufão a atingir o Japão durante 2018.

### Ilhas Marianas
Nas Ilhas Marianas, um alerta de tempestade tropical foi colocado em prática nas ilhas Saipan e Tinian. Enquanto isso, um alerta de furacão foi emitido para as ilhas de Agrihan, Pagan e Alamagan. 18 pessoas ficaram em 4 abrigos em Saipan e Tinian, enquanto um oficial de ligação foi enviado ao primeiro para ajudar nos esforços de resposta. Escolas públicas e escritórios do governo foram forçados a fechar nas ilhas de Saipan e Tinian. No entanto, as escolas permaneceram abertas na Rota . À medida que Cimaron despejava vários centímetros de chuva nas Ilhas Marianas do Norte, um alerta de enchentes foi colocado em prática para Saipan, Tinian, Alamagan, Pagan e Agrihan. Inundações generalizadas foram relatadas, sendo a pior em Saipan, onde várias estradas foram inundadas. A chuva forte atingiu o pico de 8 pol. (203,2 mm) em Saipan. Alguns dias depois que Cimaron afetou as Ilhas Marianas, a limpeza das enchentes começou em Saipan.

### Japão

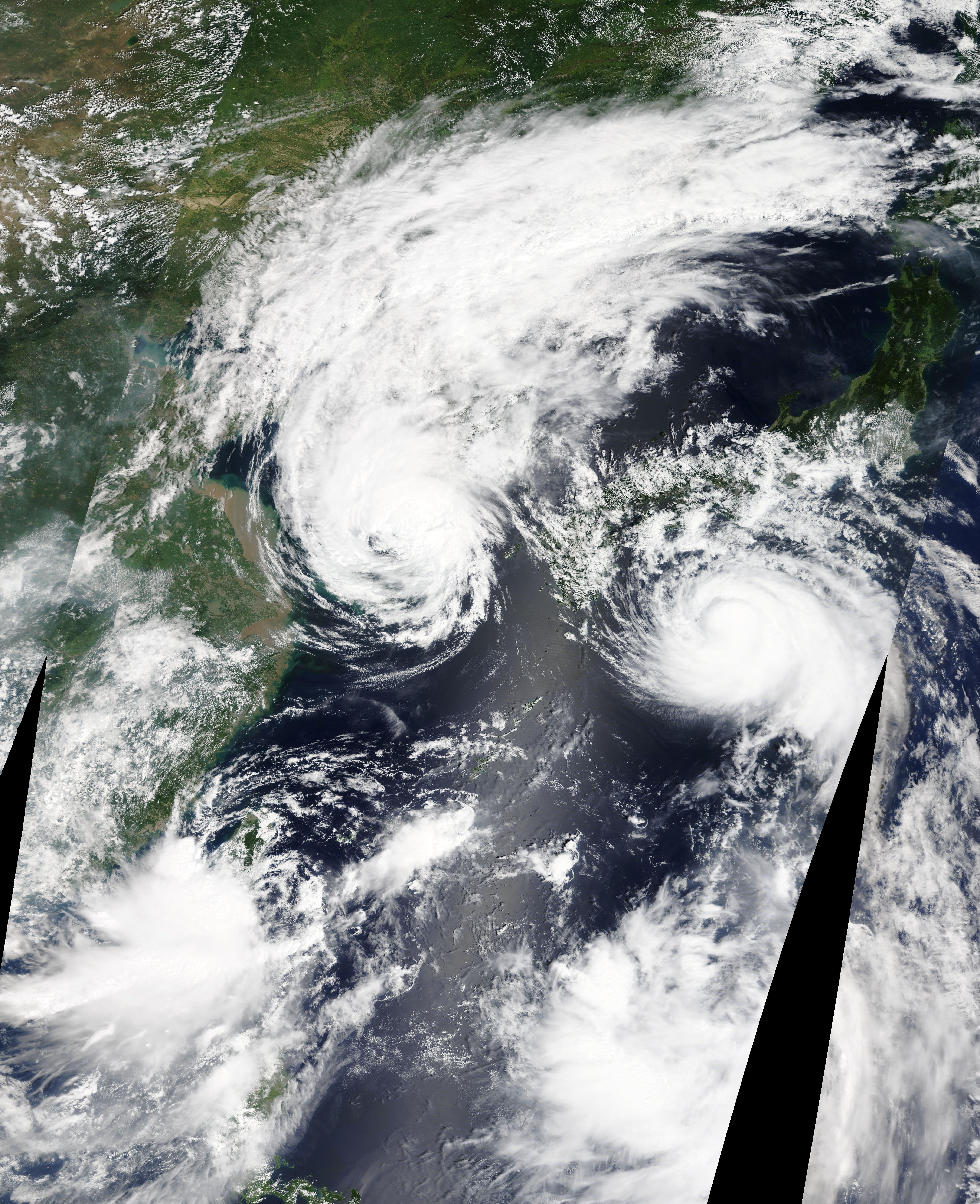
Tufões Cimaron e Soulik junto com Tropical Depression 24W todos ativos simultaneamente em 23 de agosto

Antes da tempestade, o JMA emitiu avisos de vendaval em partes das prefeituras de Hyogo, Okayama, Wakayama, Tottori, Kagawa, Tokushima, Kochi, Ehime Oita, Miyazaki e Kagoshima . Enquanto isso, avisos de vento forte foram colocados em vigor nas prefeituras de Osaka, Nara, Hiroshima, Yamaguchi, Shimane, Fukuoka, Nagasaki e Saga. A Embaixada Britânica no Japão e o Ministério da Defesa do Japão anunciaram que um exercício de pouso na praia seria cancelado devido à tempestade. As evacuações foram ordenadas nas prefeituras de Hyogo, Osaka e Wakayama . Em Kobe, cerca de 103.550 pessoas receberam ordens de evacuação. Alguns serviços de transporte público foram suspensos em 23 de agosto . 76 voos foram cancelados no Aeroporto Internacional de Osaka, enquanto 52 voos foram cancelados no Aeroporto Internacional de Kansai . Os serviços de balsa conectando Shikoku e Kansai foram suspensos principalmente em 23 de agosto.

Como Cimaron atingiu o continente no Japão em 23 de agosto, uma rajada de vento de pico de 108 mph (173 km/h) foi relatada em Tomogashima . Um pico de precipitação de 393,7 mm (15,5 pol.) Foi registrado na vila de Kamikitayama.. As fortes chuvas da tempestade na província de Wakayama causaram o transbordamento do rio Kumano, causando inundações nos campos e arrozais . Na ponte Akashi Kaikyo na província de Hyogo, 5 veículos foram derrubados por rajadas de vento. Uma turbina eólica de 60 metros de altura foi derrubada em Awaji . O telhado de um apartamento foi destruído e parte dele caiu em um estacionamento em Nishinomiya . No Aeroporto Internacional de Narita, em Tóquio, um avião afundou ao fazer uma aterrissagem violenta durante a tempestade. Cerca de 138.000 residências perderam eletricidade por causa da tempestade. Cinco casas foram danificadas pela tempestade e outras sete inundadas devido ao Cimaron. 33 pessoas ficaram feridas devido a incidentes relacionados ao vento nas prefeituras de Hyogo e Kyoto . 3 estudantes universitários em Shizuoka foram levados para o mar, com seus pertences encontrados na praia. Os danos agrícolas nas prefeituras de Kyoto, Wakayama e Shiga totalizaram JP ¥ 3,41 mil milhões (US $ 30,6 milhões).